# Tactical 300
El TAC-300 es un fusil de cerrojo defensivo que está diseñado para disparos a larga distancia en escenarios tácticos.
Presenta un balance táctico spacer sistema, ajustable montaje empotrado y tazas giratorias. El TAC-300A incluye un cajón de mecanismos desmontable.
El TAC-300B incluye un depósito con fondo abisagrado.
Está preparado para disparar cartuchos de calibre 7,62 mm, si bien algunas versiones de este modelo se fabrican también en otros calibres.